# Celithemis bertha
Celithemis bertha là loài chuồn chuồn trong họ Libellulidae. Loài này được Williamson mô tả khoa học đầu tiên năm 1922.